# Fabio Baudrit González
Fabio Baudrit González (Barva, 1875 - San José, 1954) fue un abogado, político e intelectual costarricense. Era sobrino del presidente Cleto González Víquez, quien fue su principal valedor en la política y con quien compartió bufete de abogado.

## Estudios
Se graduó de licenciado en Leyes en la Escuela de Derecho de Costa Rica, donde años después fue profesor. 

## Actividad política y cargos públicos
Fue miembro de la Asamblea Constituyente de 1917 y senador por Heredia durante el represivo gobierno de Federico Tinoco Granados (1917-1919). Participó en la emisión de una Ley de Orden Público (N.º 7 de 2 de agosto de 1917) que restringió severamente de las libertades individuales y que fue conocida popularmente como ley Baudrit y ley del candado. En esta ley se disponía, por ejemplo, que "quien propendiere a infundir desconfianza" respecto al Gobierno sufriría una pena de hasta seis meses de confinamiento, y que los delitos establecidos en ella no serían del conocimiento de los jueces penales, sino de los agentes de policía y los jefes políticos nombrados por el Poder Ejecutivo.
Posteriormente fue Secretario de Gobernación y de Hacienda, Ministro Plenipotenciario en misión especial en Panamá (1928), Primer Designado a la Presidencia (1928-1932). Fue condecorado en 1931 con la Orden al Mérito del Ecuador.

## Actividad intelectual
Fue autor de cuentos, ensayos, artículos y otras obras, así como de algunas traducciones. Gran parte de sus escritos se recogieron en una obra publicada en 1956 con el título de Cifra antológica de Fabio Baudrit González.
Incorporado como correspondiente a la Real Academia Española en 1922, fue miembro fundador de la Academia Costarricense de la Lengua en 1923 (Silla H), en la que a su muerte le sucedió el poeta y lingüista Arturo Agüero Chaves.